# Dana Fabe
Dana Anderson Fabe (* 29. März 1951 in Cincinnati, Ohio) ist eine US-amerikanische Juristin und Richterin, die unter anderem drei Mal zwischen 2000 und 2003, von 2006 bis 2009 sowie zwischen 2012 und 2015 als Chief Justice Präsidentin des Obersten Gerichtshofes von Alaska (Alaska Supreme Court) war. Fabe war die erste Frau, die an den Obersten Gerichtshof von Alaska berufen wurde sowie dessen erste weibliche Vorsitzende Richterin.

## Leben
Dana Anderson Fabe begann nach dem Schulbesuch zunächst ein grundständiges Studium an der Cornell University, welches sie 1973 mit einem Bachelor of Arts (BA) beendete. Ein darauf folgendes postgraduales Studium an der juristischen Fakultät (School of Law) der Northeastern University (NU) schloss sie 1976 mit einem Juris Doctor (JD) ab. Nach ihrer anschließenden anwaltlichen Zulassung bei der Anwaltsvereinigung von Alaska (Alaska Bar Association) war sie von 1976 bis 1977 zunächst juristische Mitarbeiterin von Edmond W. Burke, der zwischen 1975 und 1993 Richter am Alaska Supreme Court war. 1977 wechselte sie zur Staatlichen Agentur für Pflichtverteidiger (Alaska Public Defender Agency) und war dort anfangs von 1977 bis 1981 als Anwältin sowie im Anschluss als Nachfolgerin von Brian Shortell zwischen August 1981 und ihrer Ablösung durch John B. Salemi im August 1988 als Chief Public Defender Leiterin dieser Staatlichen Agentur. Am 26. August 1988 wechselte sie in den Richterdienst und übernahm als Nachfolgerin von Seaborn Buckalew Jr. das Amt als Richterin am Obergericht (Superior Court) in Anchorage. Dieses Richteramt behielt sie bis Juni 1996 und wurde daraufhin von Eric Sanders abgelöst.
Im Anschluss wurde Dana Fabe, die auch Vorstandsmitglied der American Judicature Society (AJS) war, am 26. Januar 1996 als Richterin an den Obersten Gerichtshof von Alaska (Alaska Supreme Court) berufen und trat als solche die Nachfolge von Daniel A. Moore Jr. an. Sie bekleidete dieses Richteramt mehr als zwanzig Jahre lang bis zum 1. Juni 2016, woraufhin Susan M. Carney diese Stelle übernahm. Am 1. Juli 2000 wurde sie als Nachfolgerin von Warren Matthews erstmals  Chief Justice Präsidentin des Obersten Gerichtshofes von Alaska. Sie bekleidete das Amt für eine turnusmäßige Amtszeit von drei Jahren bis zum 30. Juni 2003 und wurde daraufhin von Alex Bryner abgelöst. Als Nachfolgerin von Alexander O. Bryner wurde sie am 1. Juli 2006 zum zweiten Mal Chief Justice und behielt dieses Amt bis zu ihrer Ablösung durch Walter L. Carpeneti am 30. Juni 2009. 2009 wurde sie in die Alaska Women’s Hall of Fame aufgenommen. Zuletzt wurde sie als Nachfolgerin von Walter L. Carpeneti am 1. Juli 2012 zum dritten Mal Präsidentin des Obersten Gerichtshofes von Alaska und verblieb in dieser Funktion bis zum 30. Juni 2015, woraufhin Craig Stowers ihre Nachfolge antrat. Fabe war die erste Frau, die an den Obersten Gerichtshof von Alaska berufen wurde sowie dessen erste weibliche Vorsitzende Richterin.
Aus ihrer Ehe mit Randall Simpson ging die Tochter Mia hervor.